# Platyzosteria ceratodi
Platyzosteria ceratodi är en kackerlacksart som först beskrevs av Krauss 1902.  Platyzosteria ceratodi ingår i släktet Platyzosteria och familjen storkackerlackor. Inga underarter finns listade i Catalogue of Life.